# Zoopsis nitida
Zoopsis nitida là một loài Rêu trong họ Lepidoziaceae. Loài này được Glenny, Braggins & R.M. Schust. mô tả khoa học đầu tiên năm 1997.